# Pollholmen
Pollholmen (sinngemäß aus dem Norwegischen übersetzt Buchtinsel) ist eine 500 m lange Insel vor der Prinz-Harald-Küste des ostantarktischen Königin-Maud-Lands. Sie liegt 160 m vor der Südostseite der Ost-Ongul-Insel auf der Ostseite der Einfahrt zur Lützow-Holm-Bucht.
Norwegische Kartographen, die sie auch benannten, kartierten sie anhand von Luftaufnahmen der Lars-Christensen-Expedition 1936/37. Namensgebend ist vermutlich ihre geographische Position gegenüber der Einbuchtung, welche die Ongul-Insel von der Ost-Ongul-Insel trennt.